# Kumbhkot
Kumbhkot is een census town in het district Kota van de Indiase staat Rajasthan. 

## Demografie
Volgens de Indiase volkstelling van 2001 wonen er 5857 mensen in Kumbhkot, waarvan 53% mannelijk en 47% vrouwelijk is. De plaats heeft een alfabetiseringsgraad van 44%. 